# روزگار (روزنامه)
روزگار روزنامه‌ای خبری، تحلیلی و سیاسی متعلق به جناح اصلاح طلب است که چندین بار توقیف شده است.
این روزنامه در سال ۱۳۸۵ توسط هیئت نظارت بر مطبوعات توقیف شده بود پس از گذشت سه سال در بهمن ۱۳۸۹ به پیشخوان مطبوعات بازگشت.
بر اساس دستور صادره از شعبه نهم بازپرسی دادسرای فرهنگ و رسانه ایران و اعلام جرم دادستان عمومی و انقلاب تهران به اتهام تبلیغ علیه نظام و انتشار مسایل محرمانه کشور باستناد تبصره ۲ ماده ۵ قانون مطبوعات، این روزنامه در ۱۴ شهریور ۱۳۹۰ توقیف شد.
این روزنامه بار دیگر بر اساس دستور صادره از سوی دادستانی تهران در بهمن ۱۳۹۰ توقیف شد. محمدرضا خاتمی در آخرین شماره این روزنامه درباره عدم مشارکت در انتخابات و نیز قدرت اجتماعی اصلاح‌طلبان سخن گفته بود. گفته می‌شود تعطیلی موقت روزگار به خاطر همین گفتگو و تیتر «فرمان نمی‌پذیریم» در صفحه اول و هم چنین مطلبی دربارهٔ ناخرسندی اکبر هاشمی رفسنجانی از ماکت مقوایی روح‌الله خمینی بوده است.
این روزنامه پس از تعطیلی مجددا در شهریور ۱۳۹۹ به صاحب امتیازی و مدیرمسئولی وحید ملک، دانش‌آموخته علوم ارتباطات و فعال رسانه‌ای، مجددا شروع به فعالیت کرد.